# Magia Naturalis
Magia Naturalis es una obra publicada por Giambattista della Porta en Nápoles en 1558 . El conjunto de cuatro libros que forma De la Magia Natural, publicado en Nápoles en 1558 (cuando el autor tenía aproximadamente veinte años), es una obra polémica que mezcla prácticas de magia y exposiciones científicas. En éste encontramos, entre otros, experimentos para teñir la piel de color rosado o para producir melocotones sin hueso, así como descripciones de aparentes monstruos sorprendentes como "el dragón volador".     De hecho este "dragón volador" no era otro que una estrella . 
Es en este primer libro cuando el autor introduce uno de los temas que le introducirían en el mundo de la óptica: los espejos curvados. Este descubrimiento le llevará a perfeccionar su obra y publicar una nueva edición en 1589. Será entonces cuando trate uno de los temas más importantes en su trayectoria científica: la Linterna mágica . En la edición en cuestión describe los efectos de las lentes, diferenciando entre las lentes convexas y cóncavas y sus efectos y deformaciones en las proporciones y distancias. Este tema, por ejemplo, pone contra las cuerdas la autoría de Hans Lippershey o Galileo Galilei respecto a la invención del telescopio . De hecho, tanto será el interés por el mundo óptico que dedicará un volumen entero más adelante en su carrera: De la refracción óptica.